# Célula progenitora

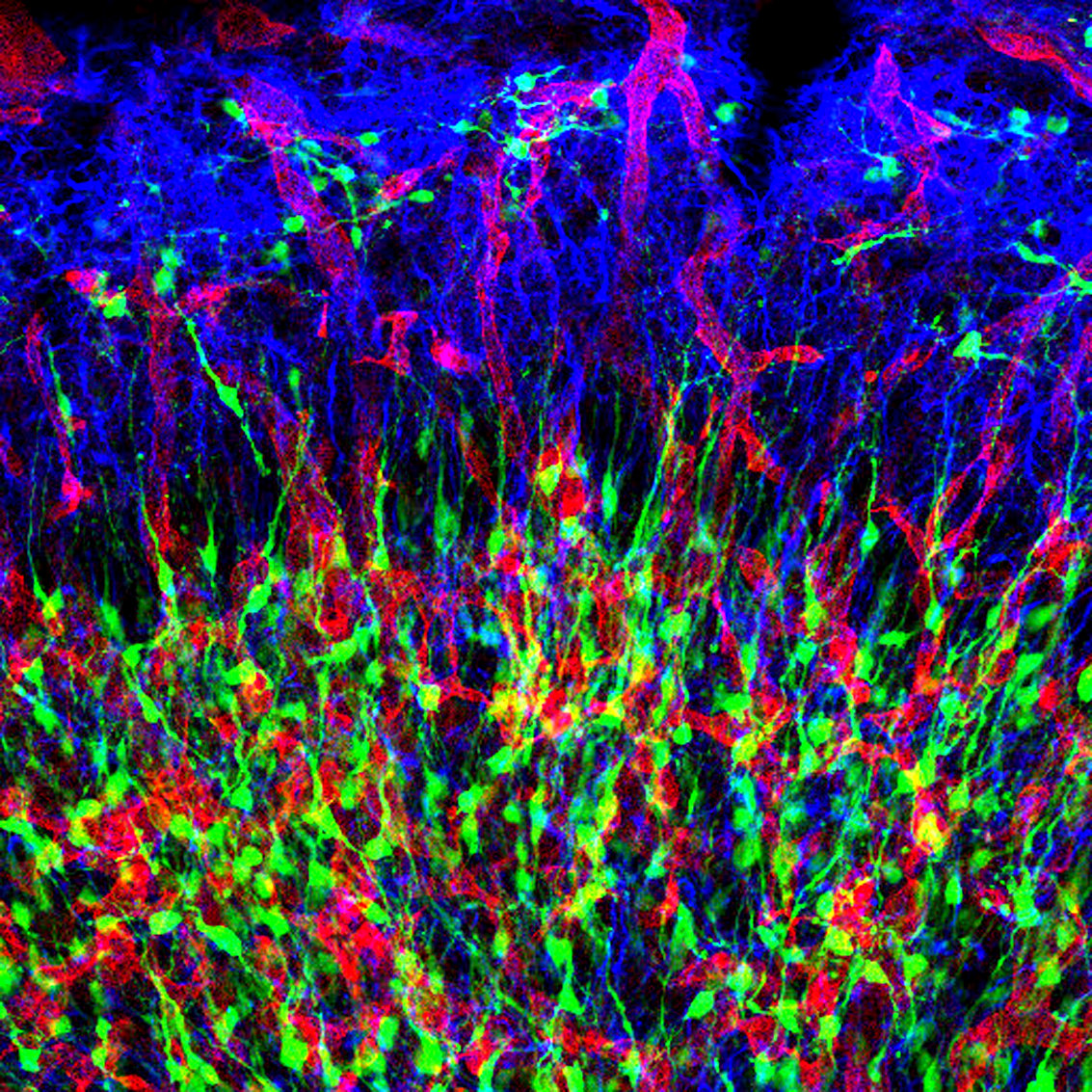
Progenitores neurales (verde) y astrocitos (azul) en el bulbo olfatorio.

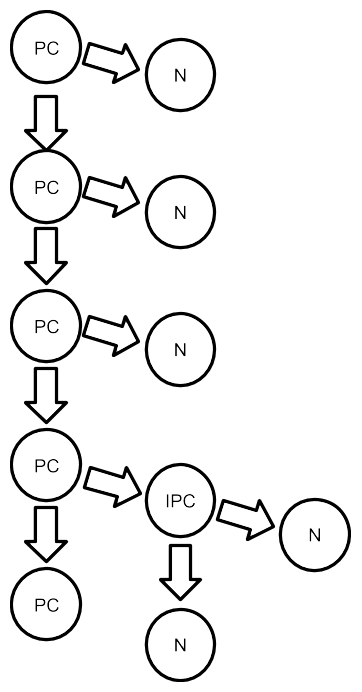
Ejemplo de patrón de división de una célula de progenitora que da como resultado la producción de una célula progenitora intermedia.

Una célula progenitora es una célula que, como una célula madre, tiene la tendencia a diferenciarse en un tipo específico de célula, pero con menor potencialidad que una célula madre. La diferencia más importante entre las células madre y las células progenitoras es que las células madre pueden replicarse indefinidamente, mientras que las células progenitoras pueden dividirse solo un número limitado de veces. La controversia sobre la definición exacta se mantiene y el concepto sigue evolucionando. Esto hace que a veces los términos "célula progenitora" y "célula madre" sean comparables.

## Propiedades
La mayoría de las células progenitoras se describen como oligopotentes. En este punto de vista, se pueden comparar con células madre adultas. Pero se dice que los progenitores se encuentran en una etapa adicional de la diferenciación celular. Están en “a medio camino" entre las células madre y las células totalmente diferenciadas. El tipo de potencia que tienen depende del tipo de su célula madre y también de su nicho. Las células progenitoras fueron aisladas e investigadas. Esto mostró que podían moverse a través del cuerpo y migrar a donde se necesiten.
Las células progenitoras se encuentran en organismos adultos y actúan como un sistema de reparación para el cuerpo. Reponen células especiales, pero también mantienen la sangre, la piel y los tejidos intestinales. También se pueden encontrar en el desarrollo de tejido pancreático embrionario.
|                                     | Célula madre                                               | Célula progenitora                          |
| ----------------------------------- | ---------------------------------------------------------- | ------------------------------------------- |
| Autorrenovación in vitro            | Ilimitado                                                  | Limitado                                    |
| Potencialidad                       | Multipotente                                               | Unipotente, a veces oligopotente.           |
| Mantenimiento de la autorrenovación | Sí                                                         | No                                          |
| Población                           | Alcanza un número máximo de células antes de diferenciarse | No alcanza un máximo antes de diferenciarse |

## Función
La mayoría de células progenitoras permanecen dormidas o con una actividad pequeña en el tejido donde residen. Éstas exhiben un crecimiento lento y su principal función es la de reemplazar células perdidas por el desgaste normal. En caso de lesión del tejido o presencia de células muertas las células monitoras pueden ser activadas. Los factores de crecimiento y las citoquinas inducen que las células progenitoras se movilicen al tejido dañado, al tiempo que empiezan a diferenciarse. No todas las células progenitoras son móviles ni están situadas cerca al tejido que terminarán diferenciándose. Cuando las citoquinas, los factores de crecimiento y otros estimuladores de la división celular alcanzan a las células progenitoras, inducen su proliferación y a la recuperación del tejido.

## Ejemplos
La caracterización de las células progenitoras se realiza más con base en sus marcadores que su morfología.
- Las células satélites musculares se encuentran en la periferia de las fibras musculares.[4] Las células miogénicas mejor estudiadas en el músculo esquelético son las células madre específicas de músculo llamadas células satélite, (Boldrin and Morgan, 2013).[5] Juegan un rol principal en la diferenciación de las células musculares y su recuperación en caso de lesión.[6]

- Las células progenitoras intermedias se alojan en la zona subventricular. Algunas de estas amplifican la migración de progenitores neurales usando la vía migratoria rostral que va del bulbo olfatorio y las diferencia en células neurales específicas.[7]
- Las células gliales radiales se encuentran en las regiones desarrolladas del cerebro, notablemente en la corteza. Estas células progenitoras son fácilmente identificadas por su proceso radial.
- Las células madre mesenquimatosas se encuentran en la epidermis y forman más del 10% de las células progenitoras. Suelen clasificarse como células madre por su alta plasticidad y capacidad ilimitada de autorrenovación.
- El periostio contiene células progenitoras que evolucionan en osteoblastos y condroblastos.
- Las células progenitoras pancreáticas son las células progenitoras más estudiadas.[8] Esto se debe a que son usadas en investigaciones que buscan curar la diabetes tipo 1.
- Los angioblastos o células progenitoras endoteliales son importantes para investigaciones sobre recuperación de fracturas y heridas.[9]
- Los blastos evolucionan en linfocitos B y linfocitos T, células que participan en la respuesta inmune.[10][8]
- Las Boundary cap cells de la cresta neural forma una barrera entre las células del sistema nervioso central y las células del sistema nervioso periférico.[11]

## Rol en el desarrollo de la corteza cerebral humana
Después de día embrionario 40 (E40) las células progenitoras generan otras células progenitoras; antes de este periodo las células progenitoras producían células madre mesenquimales. Las células provenientes de una célula progenitora forman una unidad proliferativa que crea la columna cortical. Columna que contiene una variedad de neuronas de diferentes formas.